# Leuwiliang Baru
Leuwiliang Baru is een bestuurslaag in het regentschap Majalengka van de provincie West-Java, Indonesië. Leuwiliang Baru telt 1758 inwoners (volkstelling 2010).